# 北城街道 (枣阳市)
北城街道，是中华人民共和国湖北省襄阳市枣阳市下辖的一个乡镇级行政单位。

## 行政区划
北城街道下辖以下地区：
东园社区、南园社区、北关社区、顺城社区、北园社区、东南街社区、西南街社区、东北街社区和西北街社区。